# 月刊朝鮮
月刊朝鲜是韩国出版的一份韩语月刊杂志。它主要刊登與韓國时事、政治、经济、历史和文化有關的文章。 该杂志有時還會刊登國際新聞。例如该雜誌曾在2015年採訪了一名伊斯兰国成员。

## 历史
该杂志于1963年6月首次出版，起初該雜志的名字叫世代。  後來該雜誌被朝鮮日報收購，  並於1980年4月改名月刊朝鮮。 1982年开始，趙甲濟等人開始調查韓國政府醜聞，他們還將自己搜集來的材料刊登在月刊朝鮮上。 
月刊朝鮮起初采用豎排。1988年韓民族日報创刊后，大多数韓國报纸都改为橫排。  月刊朝鮮一直反對橫排，直到1999年4月月刊朝鮮才將豎排改為橫排。 